# Rondeletia plicatula
Rondeletia plicatula är en måreväxtart som beskrevs av Ignatz Urban. Rondeletia plicatula ingår i släktet Rondeletia och familjen måreväxter. Inga underarter finns listade i Catalogue of Life.